# Эк, Тед
Тед Эк (англ. Ted Eck; род. 14 июля 1966, Спрингфилд) — американский футболист, игрок в шоубол и мини-футбол. Выступал за сборные США по футболу и мини-футболу.

## Биография

### Молодёжная карьера
В 1984—1987 годах Эк обучался в Университете Западного Иллинойса, где играл за университетскую футбольную команду в Национальной ассоциации студенческого спорта. В сезоне 1987 он был назван игроком года Среднеконтинентальной конференции.

### Клубная карьера
Профессиональную карьеру Эк начал в 1988 году в шоубольной команде «Канзас-Сити Кометс» из MISL. Провёл в команде три сезона.
В 1989 году также играл за клуб Канадской футбольной лиги «Оттава Интрепид». Стал лучшим бомбардиром чемпионата с 21 голом. Был включён в символическую сборную лиги.
В 1991 году вернулся в Канадскую футбольную лигу, проведя сезон в клубе «Торонто Близзард». Забив десять голов, разделил четвёртое место в гонке бомбардиров чемпионата с тремя другими игроками.
После «Канзас-Сити Кометс» продолжил выступать в других командах MISL: в сезоне 1991/92 — за «Сент-Луис Сторм», в сезоне 1992/93 — за «Денвер Тандер».
В 1992 году Эк присоединился к клубу Американской профессиональной футбольной лиги «Колорадо Фоксес». Провёл в клубе четыре сезона. В составе «Фоксес» выиграл два чемпионата АПФЛ — в сезонах 1992 и 1993, а также Кубок профессионалов — в 1992 году. Включался в символическую сборную АПФЛ в сезонах 1993 и 1994.
Выступал в шоубольной Национальной профессиональной футбольной лиге: за команду «Сент-Луис Амбуш» — в сезоне 1993/94, за команду «Уичита Уингс» — в сезоне 1995/96.
12 декабря 1995 года Эк подписал контракт с новообразованной высшей лигой футбола США — MLS. 6 февраля 1996 года на Инаугуральном драфте MLS он был выбран в первом раунде под общим третьим номером клубом «Даллас Бёрн». 14 апреля 1996 года сыграл в матче против «Сан-Хосе Клэш», ставшем для «Даллас Бёрн» дебютом в MLS. 4 сентября 1996 года в матче против «Нью-Инглэнд Революшн» забил свой первый гол в MLS. В 1997 году в составе «Даллас Бёрн» выиграл Открытый кубок США. В конце 2000 года играл в аренде за команду Мировой лиги шоубола «Даллас Сайдкикс». 24 августа 2001 года «Даллас Бёрн» отчислил Эка. 25 сентября 2001 года Эк присоединился к фронт-офису «Даллас Бёрн» в качестве помощника в отделе по связям с общественностью и ответственного за разработку молодёжной футбольной программы.

### Международная карьера
За сборную США Эк сыграл 13 матчей и забил один гол. Дебютировал за звёздно-полосатую дружину 8 октября 1989 года в матче против сборной Гватемалы, в котором вышел на замену во втором тайме вместо Брюса Мюррея. 28 июля 1990 года в матче против сборной ГДР забил свой единственный гол за сборную США. В составе сборной выиграл Золотой кубок КОНКАКАФ 1991. Свой последний матч за сборную США сыграл 16 октября 1996 года против сборной Перу.
| Статистика | Статистика      | Статистика                                          | Статистика         | Статистика         | Статистика | Статистика                    |
| №          | Дата            | Место проведения                                    | Соперник           | Счёт               | Голы       | Соревнование                  |
| ---------- | --------------- | --------------------------------------------------- | ------------------ | ------------------ | ---------- | ----------------------------- |
| 1          | 8 октября 1989  | «Матео Флорес», Гватемала, Гватемала                | Гватемала          | 0:0                | —          | Чемпионат наций КОНКАКАФ 1989 |
| 2          | 14 ноября 1989  | Коко-Бич, США                                       | Бермудские Острова | 2:1                | —          | Товарищеский матч             |
| 3          | 22 апреля 1990  | «Оранж Боул», Майами, США                           | Колумбия           | 0:1                | —          | Товарищеский матч             |
| 4          | 28 июля 1990    | Милуоки, США                                        | ГДР (олимп.)       | 1:2                | 1          | Товарищеский матч             |
| 5          | 18 ноября 1990  | Порт-оф-Спейн, Тринидад и Тобаго                    | Тринидад и Тобаго  | 0:0                | —          | Турнир Тринидада              |
| 6          | 21 ноября 1990  | Порт-оф-Спейн, Тринидад и Тобаго                    | СССР               | 0:0                | —          | Турнир Тринидада              |
| 7          | 1 июля 1991     | «Роуз Боул», Пасадина, США                          | Гватемала          | 3:0                | —          | Золотой кубок КОНКАКАФ 1991   |
| 8          | 3 июля 1991     | «Роуз Боул», Пасадина, США                          | Коста-Рика         | 3:2                | —          | Золотой кубок КОНКАКАФ 1991   |
| 9          | 5 июля 1991     | «Лос-Анджелес Мемориэл Колизеум», Лос-Анджелес, США | Мексика            | 2:0                | —          | Золотой кубок КОНКАКАФ 1991   |
| 10         | 7 июля 1991     | «Лос-Анджелес Мемориэл Колизеум», Лос-Анджелес, США | Гондурас           | 0:0 (д.в., п. 4:3) | —          | Золотой кубок КОНКАКАФ 1991   |
| 11         | 19 октября 1991 | «Ар-эф-кей Мемориэл Стэдиум», Вашингтон, США        | КНДР               | 1:2                | —          | Товарищеский матч             |
| 12         | 29 апреля 1992  | «Лэнсдаун Роуд», Дублин, Ирландия                   | Ирландия           | 1:4                | —          | Товарищеский матч             |
| 13         | 16 октября 1996 | Лима, Перу                                          | Перу               | 1:4                | —          | Товарищеский матч             |

Эк также выступал за сборную США по мини-футболу в 1992—1999 годах, забил 10 мячей в 14 матчах, завоевал серебряную медаль на чемпионате мира 1992 в Гонконге.

### Тренерская карьера
В феврале 2009 года Эк был назначен главным тренером клуба «Огден Аутлоус» из Премьер-лиги развития ЮСЛ.
Провёл три года в академии «Лос-Анджелес Гэлакси», где тренировал команды до 14 и до 12 лет.
11 августа 2014 года Эк вошёл в тренерский штаб клуба MLS «Реал Солт-Лейк» в качестве ассистента главного тренера Джеффа Кассара. После сезона 2016 перешёл на должность директора по анализу видео.

## Достижения
Командные
 «Колорадо Фоксес»
- Чемпион Американской профессиональной футбольной лиги[англ.]: 1992, 1993
- Обладатель Кубка профессионалов[англ.] (1992)

 «Даллас Бёрн»
- Обладатель Открытого кубка США: 1997

 сборная США по футболу
- Обладатель Золотого кубка КОНКАКАФ: 1991

 сборная США по мини-футболу
- Серебряный призёр Чемпионата мира по мини-футболу: 1992

Индивидуальные
- Лучший бомбардир Канадской футбольной лиги: 1989 (21 мяч)
- Член символической сборной Канадской футбольной лиги: 1989
- Член символической сборной Американской профессиональной футбольной лиги[англ.]: 1993, 1994